# Björkhällakyrkan

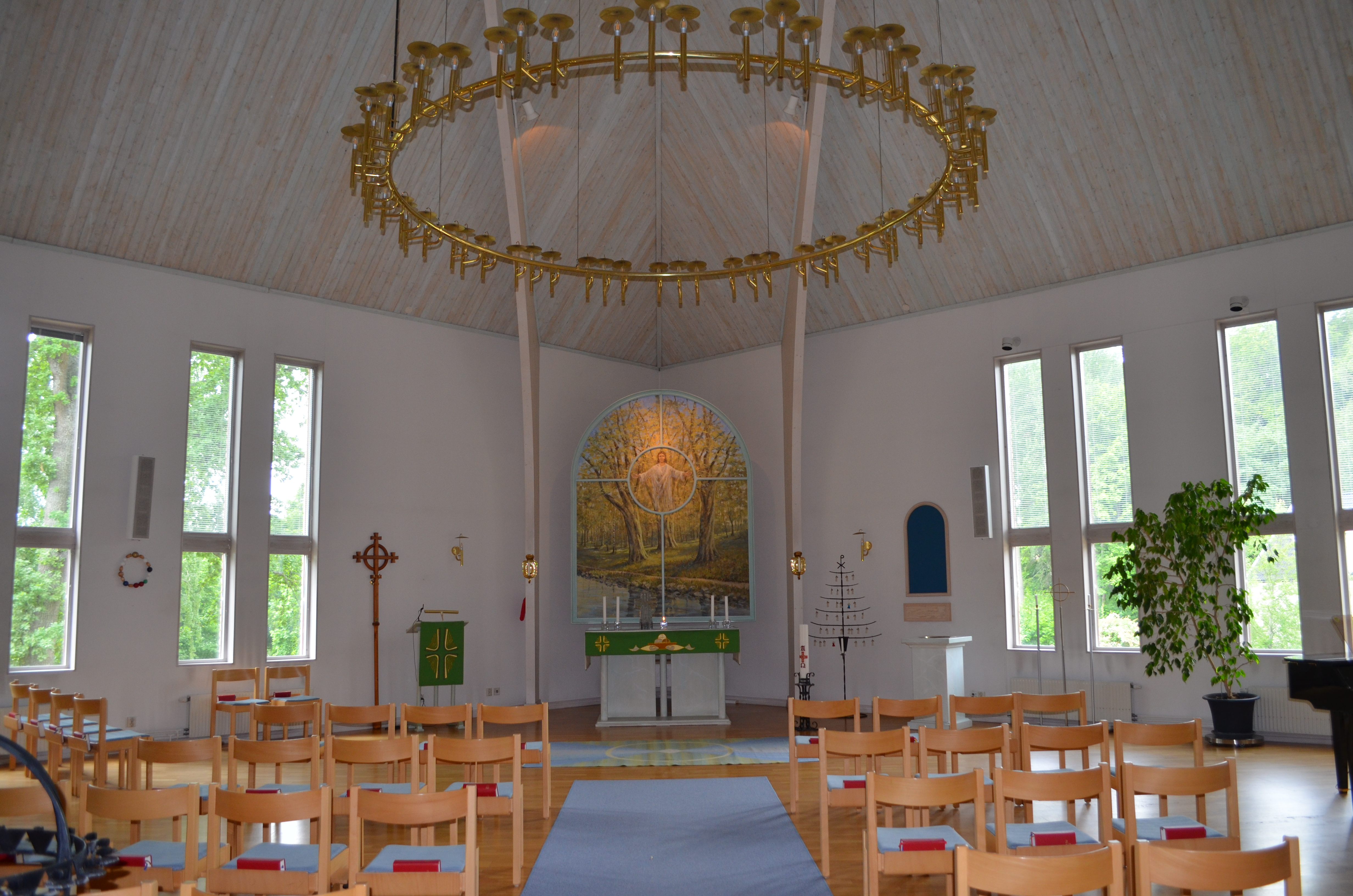
Björkhällakyrkan kyrksalen

Björkhällakyrkan är en kyrkobyggnad i Borensberg i Linköpings stift. Den är församlingskyrka i Borensbergs församling.

## Kyrkobyggnaden
Kyrkan uppfördes 1988 efter ritningar av Nordiska trähus AB. Invigningen ägde rum påskdagen 1988. Byggnaden innehåller kyrkorum och två församlingssalar som kan öppnas upp och förstora kyrkorummet. Dessutom finns sakristia, kyrktorg samt expedition med arbetsrum.

## Inventarier
- Altartavlan är målad av Borensbergskonstnären Anders Gustafsson.

### Orgel
- Orgeln är tillverkad 1989 av Ålems Orgelverkstad och invigd första söndagen efter trettondedagen 1990. Den är mekanisk och har ett tonomfång på 54/27.

| Manual       | Pedal      | Koppel  |
| Gedackt 8’   | Subbas 16’ | Man/Ped |
| Fugara 8’    |            |         |
| Principal 4’ |            |         |
| Flöjt 4'     |            |         |
| Oktava 2'    |            |         |
| Scharf 2 ch  |            |         |

## Bildgalleri

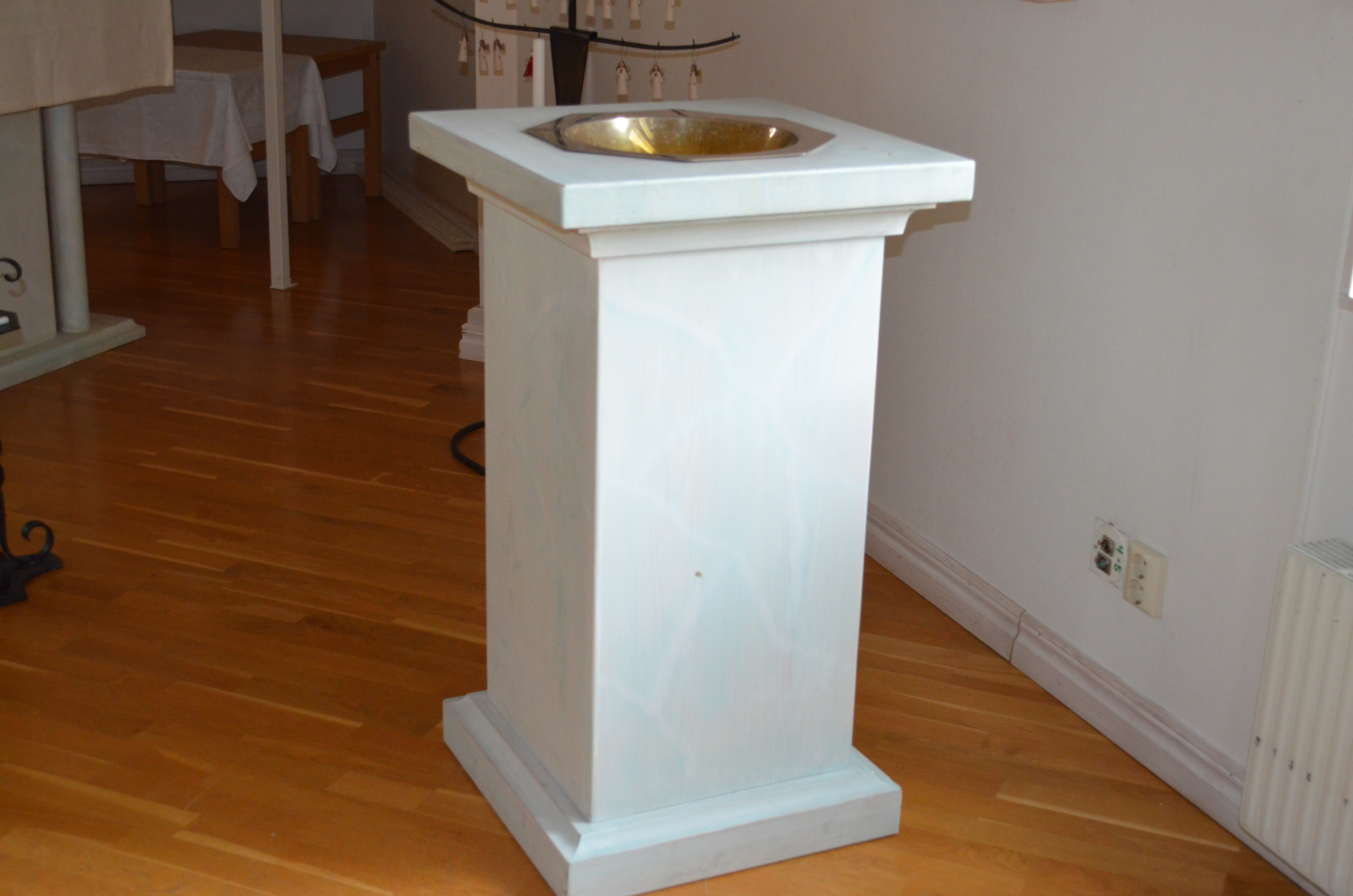
Björkhällakyrkans dopfunt
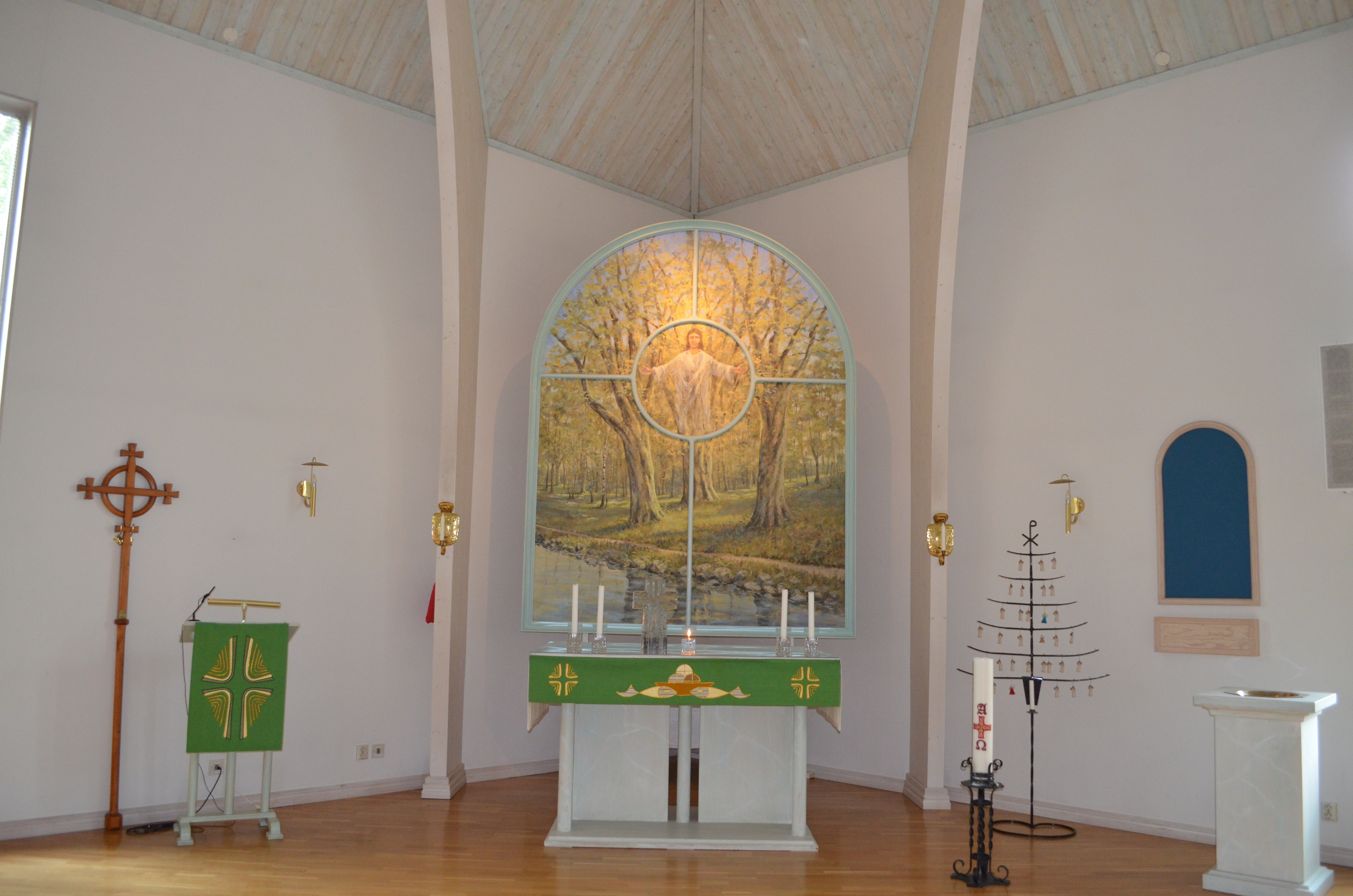
Björkhällakyrkans altare
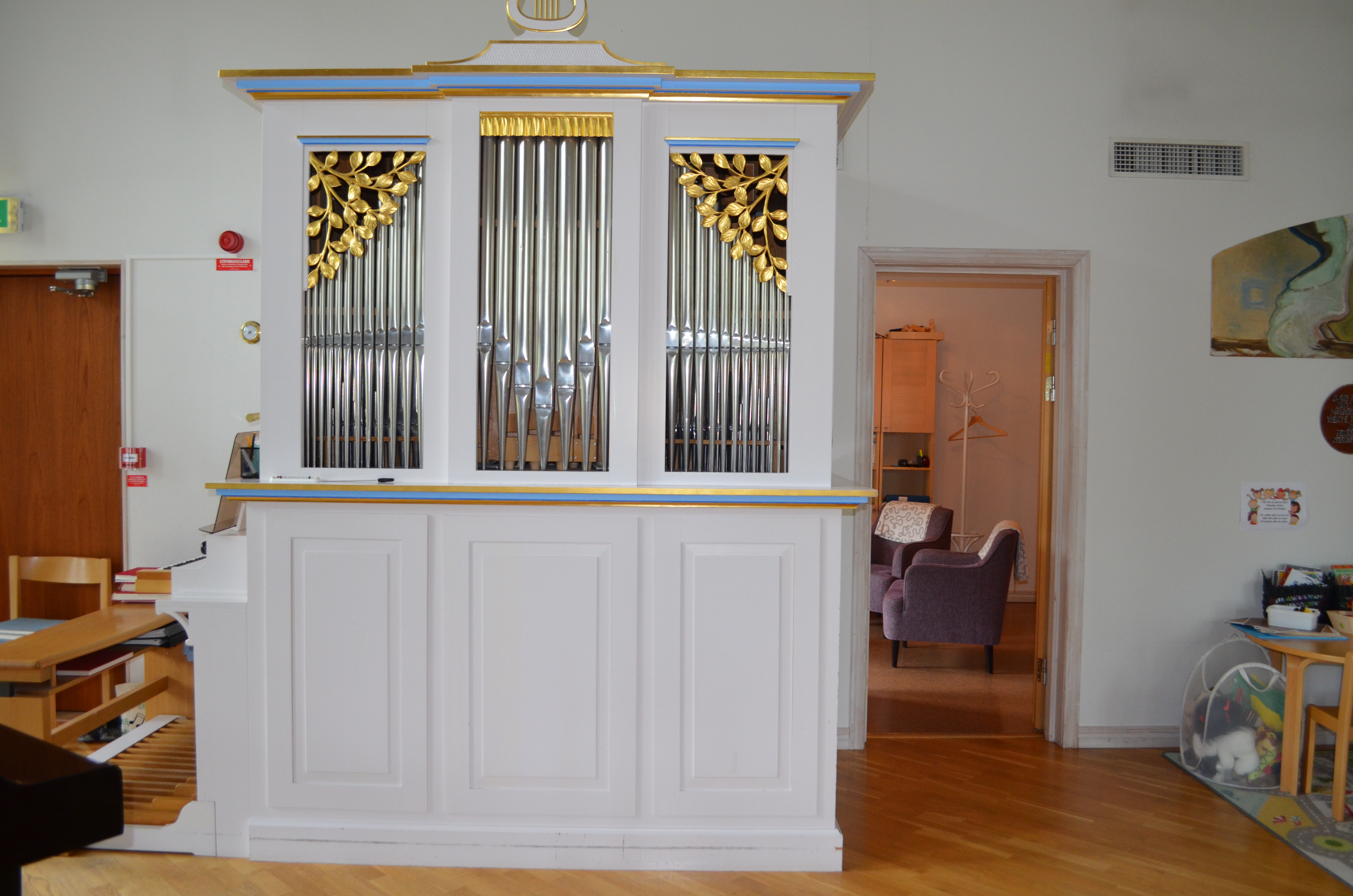
Björkhällakyrkans kyrkorgel
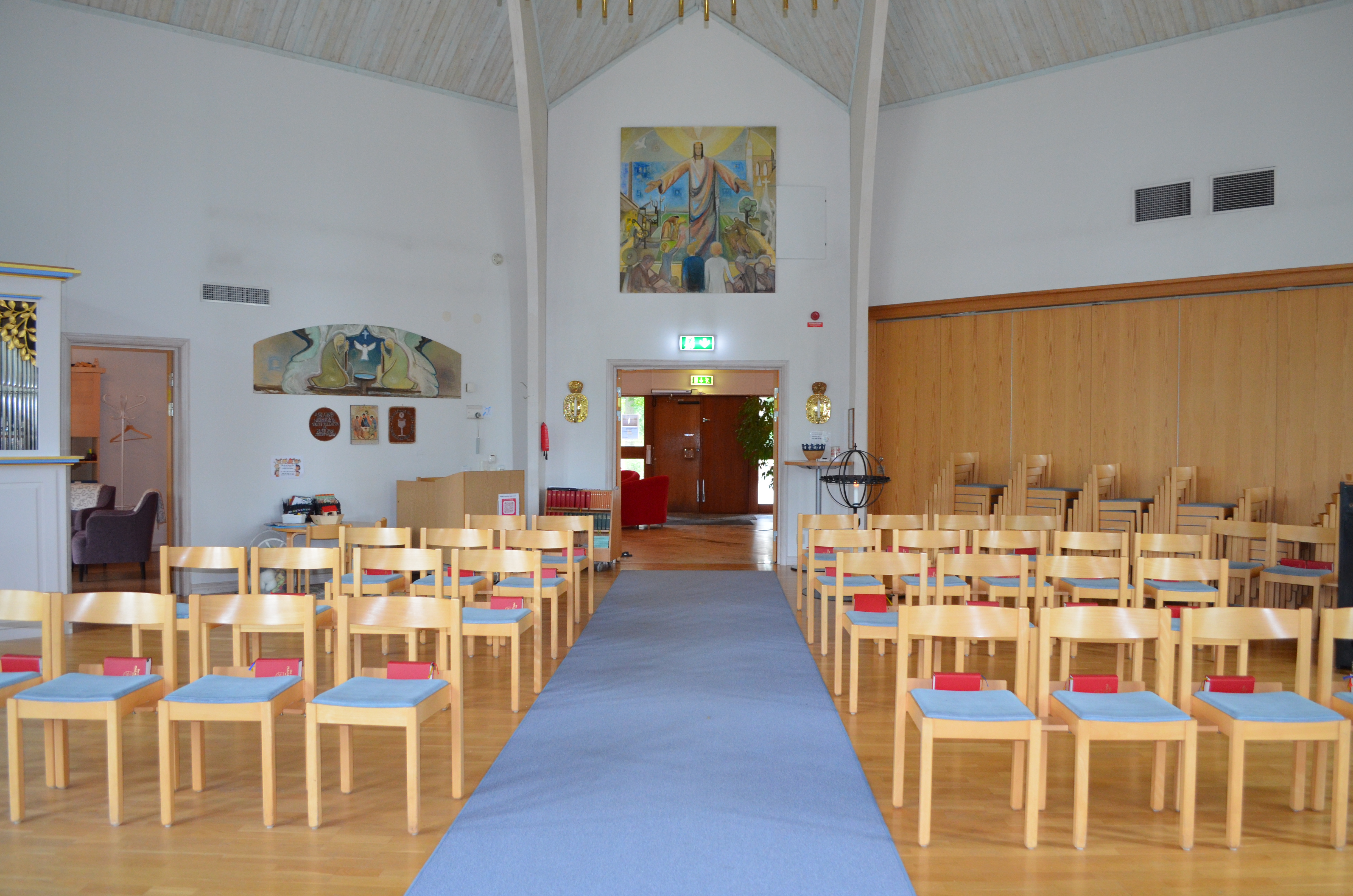
Björkhällakyrkans kyrksal